# Guarda Fronteira da Finlândia

Emblema da Guarda Costeira da Finlândia.

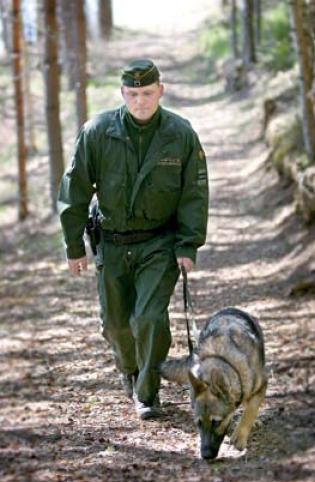
Um militar da patrulha de fronteira.

A Guarda Fronteira da Finlândia (em finlandês: Finnish: Rajavartiolaitos, em sueco: Gränsbevakningsväsendet) é a autoridad responsável pela segurança da fronteira do país. A Guarda Costeira é uma organização militar subordinada ao Ministro do Interior em questões de administração e questões ao Presidente da república pertencente à sua autoridade como Comandante-em-Chefe. Possui 3 800 militares ativos, com uma força adicional de reserva treinada de 12 600 pessoas.